# Ромеро, Ана Мария
Ана Мария Ромеро де Камперо (исп. Ana María Romero de Campero; 29 июня 1941 — 26 октября 2010) — боливийская журналистка, писательница, активистка, правозащитница, общественная и политическая деятельница. На момент своей смерти она была первой уполномоченной по правам человека (Defensor del Pueblo) (1998—2003) Боливии и президентом Сената Боливии. Ана Мария Ромеро посвятила свою жизнь продвижению демократии и прав человека, уделяя особое внимание тем, кто находится в наиболее уязвимом положении в боливийском обществе.

## Семья и ранние годы
Ана Мария Ромеро де Камперо родилась в Ла-Пасе (Боливия) в семье среднего класса с либеральными идеями. Её окрестили Ана Мария де лас Ньевес (то есть «Снежная») из-за необычной метели, разразившейся в день её рождения. Однако на протяжении всей своей жизни и общественной деятельности она использовала разные варианты своего имени, которые объясняла следующим образом: Ана Мария Ромеро — её девичья фамилия; Ана Мария Ромеро де Камперо — её паспортная фамилия по браку; Ана Мария Камперо — её журналистская подпись; Анамар — её псевдоним.
Часть детства провела со своими братьями и сёстрами под опекой бабушки по отцовской линии, чей сильный характер, упорство и строгая дисциплина определённо повлияли на её образование. В то же время на её детстве глубоко отразились перипетии боливийской политики. Её отец Альварес Гарсия Гонсало Ромеро был ведущей фигурой ультраправой Боливийской социалистической фаланги, перешедшей в оппозицию после апрельской революции 1952 года.
Ее семья по отцовской линии происходила из города Чинти в сельской местности на юге Боливии, куда она часто путешествовала в детстве и который ей нравилось вспоминать из-за красоты его пейзажей. И её дед по отцовской линии, и её прадед также занимались дипломатией, журналистикой и политикой.
Ана Мария Ромеро получила образование в школе Святейшего Сердца в городе Ла-Пас и в ирландской католической школе в Кочабамбе, где она прожила год, когда её отец отправился в политическую эмиграцию. Обладая твёрдыми убеждениями и большой харизмой, она продемонстрировала лидерские качества ещё во время учебы в колледже, когда в период с 1968 по 1970 год её избирали президентом Студенческого центра журналистики Католического университета.
В 1961 году Ана Мария Ромеро вышла замуж за Фернандо А. Камперо Пруденсио, и этот брак продлился 49 лет до её смерти. Она часто изображала своего мужа самостоятельным человеком, который опережал свое время и поддерживал её в профессиональном и интеллектуальном росте. Её брак и последующее материнство троих детей не помешали ей завершить учебу в университете, сделать карьеру в журналистике и добиться успехов в общественной жизни в то время, когда в этой деятельности в стране практически безраздельно господствовали мужчины.

## Университетское образование и журналистика
Ана Мария Ромеро была не по годам развитым читателем огромной библиотеки их семьи, которая включала не только художественную литературу, но также политические и философские произведения, что помогло определить её склонность к журналистике. Воодушевлённая своим дядей, юристом и журналистом Карлосом Ромеро, она начала свою карьеру в журналистике после рождения двух первых детей.
Она занималась журналистикой в течение трёх десятилетий. Она работала репортёром, обозревателем и корреспондентом международной прессы в Боливии, а также за рубежом. Ромеро окончила журналистский факультет Католического университета Боливии в 1976 году. Позже она прошла курсы богословия в Джорджтаунском университете в Вашингтоне, округ Колумбия, США (1985).
В возрасте 25 лет Ромеро устроилась в еженедельник El Diario. Работая журналисткой в информационном агентстве «Фидес» и на одноимённом радио (до 1979 года), она познакомилась с ключевыми фигурами в истории Боливии, в том числе с журналистом-иезуитом Луисом Эспиналем, убитым в марте 1980 года. В мае 1980 года Ана Мария Ромеро вместе со своим наставником Хосе Грамунтом де Морагасом и другими журналистами основала еженедельный журнал Apertura («Открытие»). Соданное как пространство для защиты демократии, издание просуществовало 10 недель, а затем была вынуждена закрыться в результате режима террора, навязанного диктатором Луисом Гарсией Месой и его тогдашним министром внутренних дел Луисом Арсе Гомесом.
В течение семи лет она возглавляла в качестве главного редактора и исполнительного директора одну из самых влиятельных газет своей страны, национальный ежедневник Presencia, принадлежащий католической церкви (ранее она также занимала должность заместителя директора и руководителя отдела печати). В 1998 году она была удостоена Национальной премии в области журналистики «за работу, проведенную с признанной этикой и профессиональным мастерством».
Среди агентств, национальных и международных медиа-организаций, для которых она работала, — журналы TIME (США) и Proceso (Мексика); информационные агентства Fides (Боливия), Inter Press Service (Италия), немецкое агентство печати DPA; газеты ABC (Испания), Hoy (Эквадор), La República (Уругвай), El Diario (Боливия), Presencia (Боливия) и La Razón (Боливия)
Ана Мария Ромеро также поддерживала активное участие в гильдии. Первая женщина, возглавившая Ассоциацию журналистов, она также основала и возглавила Кружок женщин-журналистов. За время её пребывания в должности (1988—1990) организация учредила Национальную премию в области журналистики. Позже она была избрана президентом Национальной ассоциации прессы. Она также занимала пост генерального секретаря Латиноамериканской ассоциации католической прессы (UCLAP), была членом Постоянного совета Международного католического союза прессы (UCIP) и вице-президентом Международной федерации газет.

## Правозащитница и омбудсмен
В 1998 году с подачи крупных новостных организаций страны она была назначена Боливийским национальным конгрессом первой в истории страны уполномоченной по правам человека (Defensor del Pueblo — буквально «Защитник народа», что часто переводится как «Омбудсмен по правам человека»), получив более двух третей голосов депутатов парламента.
Ее идеалы свободы и инклюзивности, а также её целеустремленная защита всеобщих прав человека помогли сделать видимыми слои населения, которые исторически были маргинализированы в боливийском обществе. Она поддерживала дискриминируемые группы, такие как трудящиеся из числа коренного населения, домработницы, заключённые, ВИЧ-инфицированные и другие. Кроме того, её позиция приобрела большое общественное значение, поскольку она выполняла роль посредника во многих социальных и политических конфликтах, с которыми сталкивается страна. В качестве омбудсмена она осудила нарушения прав человека, происходящие в регионе Чапаре в результате столкновений между силами безопасности и производителями коки. Также она противодействовала сетям торговли людьми. Она вызывала уважение общественности за свою преданность работе и размеренность выступлений, всегда стараясь выбрать наиболее подходящий тон для вынесения предупреждений и суждений.
Став уважаемой фигурой, которую в то же время боялась правящая верхушка, она натолкнулась на противодействие части правящей партии Националистического революционного движения. В сентябре 2003 года президент Гонсало Санчес де Лосада отказался переизбирать Ану Марию Ромеро на её должность, приказав фракции этой партии заблокировать голосование в её пользу в Конгрессе. Это спровоцировало конфронтацию с вице-президентом Карлосом Месой, который учитывал отличную репутацию уходящей в отставку уполномоченной. Так и не переизбранная, Ана Мария Ромеро завершила свой конституционный мандат в качестве омбудсмена в 2003 году, добившись широкого признания и многочисленных национальных и международных наград.
В 2004 году Ромеро создала Фонд UNIR — неправительственную организацию, с тех пор занимающуюся построением посреднических процессов и продвижением культуры мира в Боливии. Во время политического кризиса 2007—2008 годов, вызванного оппозицией восточных департаментов Боливии Бени, Пандо, Санта-Крус, Чукисака и Тариха правительству Движения к социализму (MAS) президента Эво Моралеса, Фонд UNIR спонсировал несколько инициатив по диалогу в этих департаментах, а также в Ла-Пасе и Эль-Альто, чтобы сблизить стороны конфронтации.
Ана Мария Ромеро возглавляла Фонд UNIR до декабря 2008 года, когда она вышла на пенсию, чтобы посвятить время написанию романа, который она не смогла закончить из-за своего прихода в политику и последующей болезни.

## Политическая жизнь
Ана Мария Ромеро была активным защитницей демократии и прав человека в своей стране. В 1979 году она прервала свою журналистскую карьеру, чтобы занять пост министра печати и информации во время недолгого правления Вальтера Гевары. Гевара стал президентом Боливии в порядке конституционного правопреемства в августе 1979 года, но был свергнут в результате военного переворота под руководством полковника Альберто Натуша в ноябре того же года в ходе так называемой «резни всех святых», в результате которой были убиты более 100 человек.
В этот период Ане Марии Ромеро было поручено координировать работу с национальной прессой и более чем 100 международными журналистами, прибывшими в страну для освещения Девятой Генеральной ассамблеи Организации американских государств (ОАГ). Во время этой встречи Боливия одержала крупную дипломатическую победу, одобрив декларацию, в которой «боливийские претензии на доступ к морю признавались вопросом, представляющим интерес для всего полушария». Когда Ане Мария возглавила Министерство печати и информации, её отец Гонсало Ромеро уже был послом Боливии в ОАГ и выступил главным инициатором этой резолюции ОАГ, которая призывала Чили предоставить Боливии суверенный выход к Тихому океану.
Но самым решающим выступлением Ромеро на посту министра было то, что она возглавил демократическое сопротивление военному перевороту. 1 ноября 1979 года, когда полковник Натуш захватил власть, Ана Мария Ромеро на протяжении всего того кровавого дня в выступлениях по радио защищала свергнутое демократическое правительство и верховенство права, опровергая пропаганду установившейся военной диктатуры и заявляя о существовании подпольного конституционного правительства.
Спустя годы, 11 октября 2003 года, силы боливийской армии по приказу правительства Гонсало Санчеса де Лосада открыли огонь по толпе из города Эль-Альто. Протестующие в ходе газового конфликта в Боливии социальные движения блокировали Ла-Пас, требуя национализации углеводородов и созыва нового Учредительного собрания. В результате расстрела силовиками 29 человек погибли и бесчисленное количество были ранены. В ответ на эти события Ана Мария Ромеро объявила голодовку, призывая к миру и отставке президента Санчеса де Лосады. Вместе с лидерами коренных народов, интеллектуалами, студентами, педагогами и представителями гражданского общества она решительно выступила против насилия в Эль-Альто и в защиту жертв «Газовой войны».
Популярность Ромеро возросла ещё больше, и она получала многочисленные приглашения баллотироваться на пост президента или вице-президента, как от правых, так и от левых партий. Однако она их последовательно отклоняла, соблюдая положения Закона об омбудсмене Боливии, запрещающего занимающим этот пост баллотироваться на любую выборную государственную должность в течение пяти лет после прекращения их мандата. Ромеро безоговорочно подчинилась этой норме закона, поскольку «было важно установить, что этот институт не должен служить политическим трамплином, как это бывало в других странах».
По истечении этого срока Ромеро приняла приглашение Эво Моралеса баллотироваться на первое место в Сенате департамента Ла-Пас на выборах в Многонациональное законодательное собрание Боливии в декабре 2009 года. Она баллотировалась в списках партии Движение к социализму, но как независимый кандидат, и была избрана с большим перевесом. Хотя Ромеро пошла на выборы как беспартийная, её решение вызвало реакции как поддержки, так и неодобрения. Эта ситуация побудила её публично объяснить свои причины в открытом письме.
В январе 2010 года Многонациональное законодательное собрание единогласно избрало её председателем Сената, и эту должность она намеревалась использовать для достижения консенсуса между различными секторами поляризованной страны. Её первые выступления в качестве сенатора свидетельствовали о моральном весе и уважении, которые её достижения вызывали у всех политических групп, представленных в парламенте Боливии.
Однако уже вскоре после приведения к присяге в качестве председателя Сената ей пришлось приостановить свою деятельность для проведения экстренной операции (февраль 2010) из-за серьёзного кишечного заболевания, которое через несколько месяцев положило конец её жизни.

## Литературная деятельность
Ана Мария Ромеро де Камперо опубликовала следующие книги:
- «Не все так свято, хроники о власти» (1996), в котором рассказывается о её опыте работы в Министерстве печати и информации во время президентства доктора Вальтера Гевары и демократического сопротивления военному перевороту в ноябре 1979 года.

- «Личная страна» (2002), включающая подборку колонок, которые она вела под псевдонимом Ана Мар в боливийской газете La Razón с 1996 по 1998 год.

- «Перекрещённые провода» (2005). Художественный роман, вдохновленный её опытом работы в Латиноамериканском бюро информационного агентства United Press International (UPI) в Вашингтоне.

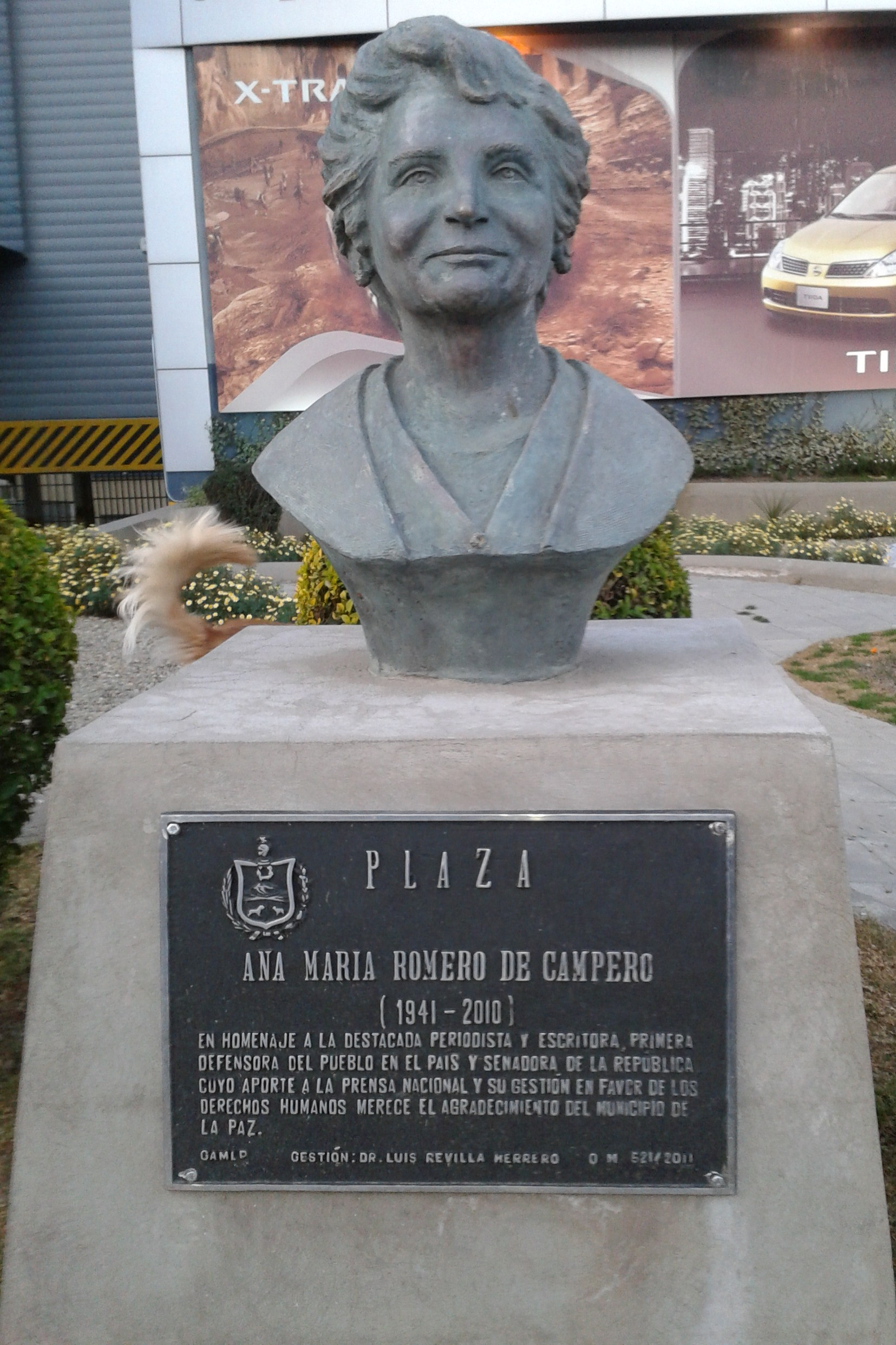
Бюст на площади Аны Марии Ромеро

Она также опубликовала множество статей и эссе на темы социальной политики, прав человека, этики, социальных коммуникаций, разрешения конфликтов и культуры мира.

## Награды и память
Она получила множество национальных и международных наград, в том числе Премию немецкого Фонда Бертельсманна за вклад в демократию и верховенство закона (2001, вместе с бывшим министром юстиции Боливии Рене Блаттманном) и Орден Почетного легиона Франции (2004), а также номинацию на Нобелевскую премию мира в рамках инициативы «1000 женщин за мир во всем мире» (2005)
После её смерти 25 октября 2010 года правительство Боливии объявило семидневный официальный траур. Ана Мария Ромеро де Камперо получила широкое посмертное признание: подчёркивалось её наследие в области журналистики, защиты свободы слова и прав человека, а также ее труды во имя социальной справедливости и мира. Различные боливийские организации учредили награды, носящие её имя.
В октябре 2011 года муниципалитет города Ла-Пас открыл небольшой парк в её честь, расположенный в районе Сопокачи, где была установлена статуэтка боливийской журналистки.